# Hella (Islândia)
Hella é uma localidade na Islândia. Em 2018 tinha uma população de cerca de 861 habitantes.